# Pseudenargia pseudoregina
Pseudenargia pseudoregina är en fjärilsart som beskrevs av Fernandez 1931. Pseudenargia pseudoregina ingår i släktet Pseudenargia och familjen nattflyn. Inga underarter finns listade i Catalogue of Life.